# Diocesi di Sitipa
La diocesi di Sitipa (in latino Dioecesis Sitipensis) è una sede soppressa e sede titolare della Chiesa cattolica.

## Storia
Sitipa è un'antica sede episcopale dell'Africa settentrionale, la cui localizzazione non è conosciuta.
Unico vescovo noto di questa diocesi è Argirio, indicato tra i presuli che aderirono alla formula di fede cattolica approvata al concilio di Cartagine del 411, che vide la partecipazione dei vescovi cattolici e donatisti delle province romane dell'Africa. Il nome è contenuto in una lista aggiuntiva di vescovi che non avevano firmato la dichiarazione, ma solo appoggiata verbalmente, perché malati o arrivati in ritardo all'assise. All'epoca a Sitipa non c'era una controparte donatista.
Dal 1989 Sitipa è annoverata tra le sedi vescovili titolari della Chiesa cattolica; dal 13 dicembre 2002 vescovo titolare è Ignatius Chung Wang, già vescovo ausiliare di San Francisco.

## Cronotassi

### Vescovi residenti
- Argirio † (menzionato nel 411)

### Vescovi titolari
- Tulio Duque Gutiérrez, S.D.S. (7 ottobre 1993 - 18 marzo 1997 nominato vescovo di Apartadó)
- Marie-Daniel Dadiet † (22 maggio 1998 - 10 ottobre 2002 nominato vescovo di Katiola)
- Ignatius Chung Wang, dal 13 dicembre 2002